# Monastier di Treviso
Monastier di Treviso är en ort och kommun i provinsen Treviso i regionen Veneto i Italien. Kommunen hade 4 384 invånare (2018).